# جون سيمبسون (لاعب كريكت)
جون سيمبسون (13 يوليو 1988 في المملكة المتحدة - ) (بالإنجليزية: John Simpson)‏ هو لاعب كريكت بريطاني. لعب مع نادي مقاطعة ميدلسكس للكريكت ‏ وCumbria County Cricket Club ‏.

## وصلات خارجية
- جون سيمبسون على موقع إي آس بي آن كريك إنفو (الإنجليزية)